# 葛谷知花
葛󠄀谷 知花（くずたに ともか、1982年1月8日 - ）は、日本の女優、声優。群馬県出身。プロダクション・エコー所属。

## 人物
文学座附属演劇研究所を経て、2001年にテアトル・エコー放送映画部（現：プロダクション・エコー）に所属。

## 出演
太字はメインキャラクター。

### テレビアニメ
- イウォーク物語（ラターラ）※DVD版
- うさぎのモフィ（スー）
- オリビア（イアン）
- ガーフィールドと仲間たち（ナーマル）
- しまじろう ヘソカ（たま子先生[1]<2代目>）-2シリーズ
- しろくまのクロード（クロード）
- 総務部総務課山口六平太（小川真弓）
- ドックはおもちゃドクター（ドック）
- トッツ とべ! あかちゃん おとどけたい（KC）
- NARUTO -ナルト-（美女）
- 魔法少女隊アルス（ヨネ）
- 無限戦記ポトリス（市民B、子供ポトリスA、トルーパー、コギャルポトリスたち、娘ポトリスたち、子供、ペペ、子供ポトリスたち、浅黄ノ水天）
- 焼きたて!! ジャぱん（観客）

### 吹き替え
- ER緊急救命室
  - シーズン10・11（セベラ〈リザ・デル・ムンド〉）
  - シーズン15 #14（タミー〈Ｂ・Ｋ・キャノン〉）
- ヴェロニカ・ゲリン
- エアポート'02
- エバーラスティング 時をさまようタック
- 奇跡の歌（ニッキー）
- グリース
- シャッフル（ミーガン・ハンソン）
- ダウン
- 飛ぶ教室（モナ）
- バイカーボーイズ
- マルコム in the Middle（ピアマ）
- リ・ジェネシス バイオ犯罪捜査班
- リトル・ウィッチ ビビと魔法のクリスタル
- 猟奇的な彼女
- ROCK YOU!（従者クリスティアーナ）
- ワイルド・スピードX2

### ゲーム
- うるるんクエスト恋遊記（牡丹）